# Vladimir Ziva
 (octobre 2012).
Vladimir Ziva est un chef d'orchestre russe né en 1957. De 1990 à 1992, il est directeur musical et chef d'orchestre principal du Théâtre Michel (Saint-Pétersbourg), ex Théâtre Moussorgsky.